# Scilla albanica
Scilla albanica är en sparrisväxtart som beskrevs av William Bertram Turrill. Scilla albanica ingår i släktet blåstjärnesläktet, och familjen sparrisväxter. Inga underarter finns listade i Catalogue of Life.